# Joseph Tykociński-Tykociner
Joseph Tykociński-Tykociner, né le 5 octobre 1877 et mort le 11 juin 1969, est un ingénieur polonais. Il fut un pionnier du film parlant.

## Biographie
Joseph Tykociński-Tykociner est issu d'une famille juive de Włocławek en Pologne encore sous le régime russe à l'époque. Il travailla pour Marconi Company, première radio émise outre-atlantique en 1901 à Londres. À l'âge de 18 ans il partit pour les États-Unis. Il rencontre Nikola Tesla à New York et devient un expert en ondes courtes de radio. Le tsar Nicolas II le récompense d'une montre en or de bijoutier pour avoir installé un système de communication radio pour la flotte russe. Il était à la gare Helsinki de Saint-Pétersbourg lorsque Lénine revint de son exil en 1917. Après la révolution russe de 1917, il travailla sur un radio du gouvernement polonais.
À partir de 1918, il travailla sur le développement d'un système d'enregistrement et de reproduction sonore synchronisée sur œuvre cinématographique. En 1921, il devint le premier professeur chercheur en ingénierie de l'université de l'Illinois à Urbana-Champaign. Le 9 juin 1922, Tykociner fit pour la première fois une démonstration publique d'un film avec une piste sonore optique enregistrée directement sur le film. Dans les premiers sons jamais entendu publiquement une image composite et audio du film, Helena Tykociner, la femme de l'inventeur, a prononcé les mots : « Je vais sonner » suivi d'un son de cloche. Ensuite, Ellery Paine, directrice du département des ingénieurs électriciens, récita le discours de Gettysburg. La démonstration a été racontée dans le New York World le 30 juillet 1922. Cependant, un différend entre Tykociner et le président d'université David Kinley sur les droits de brevet par rapport au processus a contrarié ses applications commerciales.
Tykonicer déposa une demande de brevet peu de temps avant la démonstration publique. Le brevet a été accordé en 1926. En 1919, Lee De Forest déposa des brevets pour son système de son-sur-pellicule Phonofilm, Tykociner n'était pas au courant de ses travaux. De Forest, en collaboration avec Theodore Case, a produit plusieurs courts métrages en 1921 et 1922, et a présenté Phonofilm à une démonstration au Théâtre Rivoli à New York le 15 avril 1923. Case et De Forest ont échoué, et Case emmena ses brevets chez William Fox qui les utilisa pour développer Fox Movietone.
Dans les années 1920, Tykociner fit des recherches sur le dessin d'antenne qui fut un précurseur de radar. Après avoir pris sa retraite officielle en 1946, il fit des recherches dans un nouveau domaine qu'il nomma « zetetics », l'étude scientifique de la recherche et la relation entre science et art,,.
Lors de sa mort en 1969 à Urbana, ses documents ainsi que toute sa succession furent légués à l'université. Le Tykociner Memorial Lectures débuta en 1972 par une conférence de Dennis Gabor. D'autres éminents scientifiques et des artistes ont parlé de la relation entre la science et les arts, y compris Leon Lederman et Freeman Dyson en 1998. En 2002, les conférences devinrent hebdomadaires au département de l'ingénierie électrique et informatique.